# Wobbegongartade hajar
Wobbegongartade hajar (Orectolobiformes), eller matthajar, är en liten ordning hajar med cirka 44 arter i sju familjer.
De wobbegongartade hajarna har två ryggfenor och en liten mun längre fram än ögonen. Många har skäggtömmar och små gälöppningar där den femte öppningen överlappar den fjärde. Stjärtfenans övre del brukar vara i höjd med kroppen, medan den undre är dåligt utvecklad, med undantag för hos valhajen. Många av arterna i ordningen är ganska små, men valhajen är den största nu levande fisken.

## Familjer
- Brachaeluridae - blindhajar
- Ginglymostomatidae - sköterskehajar
- Hemiscylliidae - bambuhajar
- Orectolobidae - wobbegonghajar
- Parascylliidae - ringhajar
- Rhincodontidae - valhajar
- Stegostomatidae - zebrahajar